# Acacia fistula
Acacia fistula é uma espécie de leguminosa do gênero Acacia, pertencente à família Fabaceae.